# Еммануель Аддаї
Еммануель Аддаї (англ. Emmanuel Addai, нар. 1 серпня 2001, Кумасі) — ганський футболіст, нападник азербайджанського клубу «Карабах».

## Ігрова кар'єра
Народився 1 серпня 2001 року в місті Кумасі. Вихованець Академії JMG в Аккрі. У дорослому футболі дебютував 2021 року виступами за французьку команду «Бобіньї», в якій провів один сезон, взявши участь у 20 матчах Національного чемпіонату 2. 
12 липня 2022 року перейшов у іспанський «Алькоркон», який виступав у Прімері Федерасьйон, третьому дивізіоні країни. За клуб дебютував 14 січня 2023 року в домашній грі проти «Депортіво» (3:1), пропустивши першу половину сезону через бюрократичні проблеми. 24 червня 2023 року Аддаї забив гол у ворота «Кастельйона» (2:1), який вивів клуб у Сегунду. Після цього 5 липня 2023 року він продовжив контракт із командою ще на рік. 14 серпня 2023 року дебютував у другому іспанському дивізіоні, вийшовши на заміну замість Альваро Бустоса в перерві матчу проти «Мірандеса» (0:4). Загалом ганець провів у Сегунді за клуб з Алькоркона 35 матчів того сезону і забив 3 голи, але команда посіла 20 місце і знову понизилась у класі.
23 серпня 2024 року Аддай підписав дворічний контракт з азербайджанським «Карабахом» і у першому ж сезоні з командою став чемпіоном Азербайджану. Станом на 19 серпня 2025 року відіграв за команду з Агдама 26 матчів в національному чемпіонаті.

## Статистика виступів

### Статистика клубних виступів
Станом на 19 січня 2025
| Сезон                 | Команда               | Чемпіонат             | Чемпіонат | Чемпіонат | Національний кубок | Національний кубок | Національний кубок | Континентальні кубки | Континентальні кубки | Континентальні кубки | Інші змагання | Інші змагання | Інші змагання | Усього | Усього | Усього |
| Сезон                 | Команда               | Ліга                  | Ігор      | Голів     | Ліга               | Ігор               | Голів              | Ліга                 | Ігор                 | Голів                | Ліга          | Ігор          | Голів         | Ігор   | Голів  |        |
| --------------------- | --------------------- | --------------------- | --------- | --------- | ------------------ | ------------------ | ------------------ | -------------------- | -------------------- | -------------------- | ------------- | ------------- | ------------- | ------ | ------ | ------ |
| 2021–22               | «Бобіньї»             | НЧ2                   | 20        | 6         | КФ                 | 1                  | 0                  | -                    | -                    | -                    | -             | -             | -             | 21     | 6      |        |
| 2022–23               | «Алькоркон»           | ПФ                    | 19        | 3         | КІ                 | 0                  | 0                  | -                    | -                    | -                    | -             | -             | -             | 19     | 3      |        |
| 2023–24               | «Алькоркон»           | СД                    | 35        | 3         | КІ                 | 0                  | 0                  | -                    | -                    | -                    | -             | -             | -             | 35     | 3      |        |
| Усього за «Алькоркон» | Усього за «Алькоркон» | Усього за «Алькоркон» | 54        | 6         |                    | 0                  | 0                  |                      | -                    | -                    |               | -             | -             | 54     | 6      |        |
| 2024–25               | «Карабах»             | ПЛ                    | 15        | 2         | КА                 | 1                  | 0                  | ЛЄ                   | 6                    | 0                    | -             | -             | -             | 22     | 2      |        |
| Усього за кар'єру     | Усього за кар'єру     | Усього за кар'єру     | 89        | 14        |                    | 2                  | 0                  |                      | 6                    | 0                    |               | -             | -             | 97     | 14     |        |

## Титули і досягнення
- Чемпіон Азербайджану (1):

«Карабах»: 2024/25